# Dr. Jekyll og Mr. Hyde
 For alternative betydninger, se Dr. Jekyll og Mr. Hyde (flertydig). (Se også artikler, som begynder med Dr. Jekyll og Mr. Hyde)
Dr Jekyll og Mr Hyde (på engelsk: (The) Strange Case of Dr Jekyll and Mr Hyde, Dr. Jekyll and Mr. Hyde eller bare Jekyll and Hyde) er en gotisk kortroman fra 1886 af den skotske forfatter Robert Louis Stevenson. I bogen følger man Gabriel John Utterson, en London-sagfører som undersøger en række mærkelige hændelser omkring sin gamle ven dr. Henry Jekyll og en morderisk person ved navn Edward Hyde. Mod slutningen afsløres det, at Jekyll og Hyde er samme person, idet Jekyll forvandler sig til Hyde ved indtagelse af en ikke nærmere beskrevet kemisk blanding, for at udleve sine mørke sider.
Dr Jekyll og Mr Hyde hører blandt den mest berømte engelske litteratur og anses for at være en af de første gotiske gyserromaner. Bogen har også sat sig spor i dagligsproget, hvor betegnelsen "Jekyll og Hyde" bruges om tilsyneladende tilforladelige mennesker, som viser sig at være onde af natur.

## Inspiration og tilblivelse
Stevenson havde længe været fascineret af samspillet mellem det gode og det onde i menneskers personligheder. Som ung skrev han et skuespil om den skotske låsesmed William Brodie, som i 1700-tallet levede et dobbeltliv som respektabel borger om dagen og indbrudstyv om natten, et skuespil som i samarbejde med W. E. Henley blev sat op første gang i 1882. I begyndelsen af 1884 skrev han novellen Markheim, om et mord i en antikvitetsforretning. Stevenson har beskrevet hvordan han på denne tid brød sin hjerne efter ideer til en ny historie, og en nat i drømme fik inspiration til to-tre af scenerne i Dr Jekyll og Mr Hyde. Stevensons kone, Fanny, fortalte senere: 
En nat vågnede jeg ved, at Louis skreg i søvne. Jeg troede han havde mareridt og vækkede ham. Men han vrissede ad mig: "Hvorfor vækkede du mig? Jeg var midt i den dejligste uhyggelige drøm." Jeg havde vækket ham ved den første forvandlingsscene.
Stevensons stedsøn, forfatteren Lloyd Osbourne, har beskrevet bogens tilblivelse som en litterær kraftpræstation: "Jeg husker det som det var i går. Louis kom ned ad trappen som i feber; han læste næsten halvdelen af bogen højt for os, og før vi var kommet os, forsvandt han igen, og skrev videre. Jeg tror første gennemskrivning tog under tre dage."
Inspirationen kan også være kommet gennem Stevensons venskab med franskmanden Eugene Chantrelle, som i maj 1878 blev dødsdømt og hængt for at have myrdet sin kone med opium. Ifølge forfatteren Jeremy Hodges var Stevenson til stede under hele retssagen, og i takt med omstændighederne ved mordet blev oprullet, følte han sig, ligesom dr. Jekyll, 'forfærdet over Edward Hydes handlinger'. Chantrelle var også under mistanke for andre mord, hvor han forgiftede sine ofre med en lækker osteret med opium i.
Fanny Stevenson, som havde for vane at gennemlæse sin mands manuskripter og tilføje kommentarer i marginen, skrev i manuskriptet til Dr. Jekyll og mr. Hyde, at bogen for hende at se faktisk var en allegori snarere end en fortælling. I de dage var Stevenson sengeliggende, og efter en tid kaldte han hende ind til sig i soveværelset og pegede på en bunke aske: han havde brændt sit manuskript, for at tvinge sig selv til at starte forfra, nu med en allegori i tankerne. De lærde er ikke enige om, hvorvidt han faktisk brændte manuskriptet, for det er der ikke bevis for, men historien om afbrændingen er uløseligt forbundet med bogens tilblivelse.
Stevenson skrev nu et nyt manuskript, hvilket tog tre til seks dage. Flere af hans biografister hævder, at Stevenson under dette hektiske skrivearbejde var på stoffer, enten kokain eller svampe. Men ifølge hans kone og søn, og ham selv, var han sengeliggende og syg under skrivearbejdet. Han fortsatte med at rette det nye manuskript til de næste fire til seks uger, idet han undervejs rejste til Bournemouth i Sydengland, for at drage fordel af stedets havluft og varmere klima.[kilde mangler]
Navnet Jekyll kom fra pastor Walter Jekyll, ven af Stevenson og lillebror til landskabsarkitekten Gertrude Jekyll.

## Handling
Gabriel John Utterson og hans fætter Richard Enfield kommer på deres ugentlige gåtur i London til en sidegade med et stort dystert hus med en dør. Enfield fortæller Utterson, at han for nogle måneder siden var vidne til, at en skummelt udseende mand ved navn Edward Hyde trampede en ung pige ned, som han tilfældigt var stødt ind i på et gadehjørne. Enfield tvang Hyde til at betale pigens familie £100 for at undgå skandale. Det var ved denne dør, at Hyde gav Enfield en check på beløbet, en check udskrevet af den respektable dr. Henry Jekyll, Uttersons ven og klient. Utterson frygter nu, at Hyde afpresser Jekyll, også fordi Jekyll for nylig har ændret sit testamente og gjort Hyde til sin enearving. Da Utterson forelægger dette for Jekyll, svarer denne at han kan slippe af med Hyde når han vil og beder høfligt Utterson om at blande sig udenom.
En oktoberaften er en tjenestepige vidne til, at Hyde overfalder og dræber sir Danvers Carew, en anden af Uttersons klienter, idet man på gerningsstedet finder en brækket stok. Politiet kontakter Utterson, som viser betjentene vej til huset hvor Hyde bor. Hyde er der ikke, men man finder resten af den brækkede stok, som Utterson genkender som en gave han har givet Jekyll. Utterson opsøger igen Jekyll, som viser ham et brev han har fået af Hyde, hvor denne undskylder for de problemer han er skyld i. Men da Utterson ser, at Hydes håndskrift ligner Jekylls, slutter han, at Jekyll selv har skrevet brevet, for at dække over Hyde.
„Lanyon, De husker det løfte, De engang aflagde – det som nu sker må forblive under lægelig tavshedspligt.“ […] 

[Hyde] førte glasset til munden og drak det ud. Der lød et skrig, han vaklede og ravede, klyngede sig til bordet og stirrede frem for sig med blodskudte øjne og åben mund, og medens jeg stirrede på ham, indtraf der en forandring – det var som om han svulmede op – han blev pludselig sort i ansigtet, hans træk viskedes ud og ændredes – og i næste øjeblik var jeg sprunget op og flygtede hen til væggen og løftede armen for at beskytte mig mod dette uhyrlige, som fyldte mig med rædsel.

„Åh, Gud,“ skreg jeg og gentog det atter og atter, „Åh, Gud.“ For foran mig stod bleg og skælvende, halvt bevidstløs, vaklende og ravende for sig med hænderne ligesom en mand, der er genopstået fra de døde – Henry Jekyll.
De næste to måneder opfører Jekyll sig igen på sin sædvanlige og velkendte omgængelige måde, men kort efter nytår begynder han at undgå folk. Dr Hastie Lanyon, en ven af både Jekyll og Utterson, dør af chok efter at have modtaget oplysninger vedrørende Jekyll. Før sin død har Lanyon givet Utterson et brev, som først må åbnes efter Jekylls død eller forsvinden. Da Utterson og Enfield på deres gåtur en dag i slutningen af februar står og snakker med Jekyll ved vinduet til hans laboratorium, som har vist sig at være i samme hus hvor Hyde bor, smækker Jekyll pludselig vinduet i og forsvinder, hvilket chokerer og bekymrer Utterson.
I begyndelsen af marts opsøger Jekylls butler mr. Poole Utterson og fortæller, at Jekyll nu i ugevis har lukket sig inde i sit laboratorium. Utterson og Poole bryder ind i laboratoriet, hvor de finder Hydes lig klædt i Jekylls tøj, og tegn på selvmord. De finder et brev fra Jekyll til Utterson, og Utterson læser nu først Lanyons brev og dernæst Jekylls. Lanyon fortæller i sit brev, at hans forværrede tilstand skyldtes chokket over at overvære Hyde drikke en mikstur, som forvandlede ham til Jekyll. Jekyll afslører i sit brev, at han har opført sig lastefuldt og frygter at blive afsløret. Han har vha kemikalier udviklet en mikstur, som kan forvandle ham, så han kan hengive sig til sine laster uden at skulle frygte afsløring. Jekylls forvandlede andet jeg, Hyde, er ond, selvoptaget og ligeglad med andre end sig selv. Den første tid kunne Jekyll styre, hvornår forvandlingerne skulle ske, men en augustnat blev Jekyll forvandlet til Hyde, mens han sov.
Jekyll besluttede nu at afstå fra at forvandle sig til Hyde. Men en aften i et svagt øjeblik drak han igen miksturen, og Hyde, hvis lyster havde været indestængt så længe, slog nu den tilfældigt forbipasserende Carew ihjel. Jekyll forfærdedes over sin opførsel og prøvede nu endnu mere beslutsomt at afstå fra at forvandle sig. Så en dag i begyndelsen af januar forvandledes han mod sin vilje til Hyde i vågen tilstand. Han havde her ikke sine kemikalier ved hånden og var eftersøgt af politiet og behøvede derfor hjælp for at slippe fri. Med Jekylls håndskrift skrev han til Lanyon og bad ham hente kemikalier fra laboratoriet. Da Lanyon kom med tingene, blandede Hyde straks en mikstur og drak den, og blev til Jekyll. Dette rystede Lanyon i en grad, så han døde af det. Men de ufrivillige forvandlinger fra Jekyll til Hyde blev hyppigere og krævede større og større doser mikstur at ophæve. Det var en af disse forvandlinger, som fik Jekyll til at smække vinduet i og forsvinde, da han snakkede med Utterson og Enfield.
Jekyll løb nu tør for et af sine kemikalier, og mikstur lavet med nyindkøbt erstatning viste sig virkningsløs. Jekyll nåede derfor til den konklusion, at det oprindelige kemikalium måtte have indeholdt en ukendt urenhed, som fremkaldte forvandlingen. Med udsigten til aldrig mere at kunne slippe for at være Hyde skrev Jekyll en fuldstændig beretning om hændelserne og forskansede sig i sit laboratorium, så at Hyde ikke kunne slippe ud. Da Poole og Utterson så brød ind til ham, begik han selvmord med gift.

## Modtagelse
Bogen blev ved sin udgivelse i januar 1886 solgt som paperback for én shilling i Storbritannien (en såkaldt "shilling shocker") og for ti cent i USA (såkaldt "dime novel").[kilde mangler] Den amerikanske forlægger trykte 3.000 eksemplarer, heraf 1.250 indbundne. Boghandlerne tøvede dog med at tage bogen hjem, og først efter en positiv anmeldelse i The Times kom der gang i salget. På et halvt år solgte den nu i Storbritannien 40.000 eksemplarer, og ifølge Balfours biografi skyldtes bogens succes nok næppe dens kunstneriske kvaliteter, men nærmere, at den pirrede publikums moralske fornemmelser. Den blev læst af folk, som ellers aldrig læste bøger, og omtalt i prædikener og religiøse tidsskrifter. I 1901 anslog man, bogen havde solgt mere end en kvart million eksemplarer i USA.

## Betydning og efterliv
Robert Louis Stevensons Strange Case of Dr Jekyll and Mr Hyde hører til horrorgenrens hovedværker og har dannet udgangspunkt for en lang række skuespil og film, hvor en række store skuespillere har fået lejlighed til at brillere ved at skifte frem og tilbage mellem to sider af samme person.

### Udvalgte teaterversioner
- Musicalen Jekyll & Hyde med manuskript og sangtekster af Leslie Bricusse og musik af Frank Wildhorn. Efter en lang og indviklet forhistorie havde den premiere på Broadway i 1997, hvor den blev et kæmpehit og spillede i årevis.

### Filmatiseringer
- Dr. Jekyll and Mr. Hyde (1908)
- Den skæbnesvangre Opfindelse (1910), en dansk stumfilm instrueret af August Blom med Alwin Neuß i hovedrollen.
- The Duality of Man (1910)
- Dr. Jekyll and Mr. Hyde (1912)
- Dr. Jekyll and Mr. Hyde (1913)
- A Modern Jekyll and Hyde (1913)
- Der Januskopf (1920)
- Dr. Jekyll and Mr. Hyde (1920) med John Barrymore i hovedrollen.
- Dr. Jekyll and Mr. Hyde (1931), instrueret af Rouben Mamoulian med Fredric March i
- Dr. Jekyll and Mr. Hyde (1932)
- Dr. Jekyll and Mr. Hyde (1941) med Spencer Tracy i hovedrollen.
- Mighty Mouse Meets Jekyll and Hyde Cat (1944)
- Gentleman Jekyll and Driver Hyde (1950)
- El extraño caso del hombre y la bestia (1951)
- Climax Mystery Theater – Dr. Jekyll and Mr. Hyde (1955)
- Le testament du Docteur Cordelier (1959)
- The Two Faces of Dr. Jekyll (1960), instrueret af Terence Fisher med Paul Massie i hovedrollen.
- The Nutty Professor (1963)
- Teenage Jekyll and Hyde (1963)
- Dr. Jekyll and Mr. Hyde (1968)
- I, Monster (1971) med Christopher Lee i hovedrollen.
- Dr. Jekyll and Sister Hyde (1971)
- The Jekyll and Hyde Portfolio (1971)
- O Médico E o Monstro (1972)
- The Man with Two Heads (1972)
- El hombre y la bestia (1973)
- Dottor Jekyll e gentile signora (1979)
- Docteur Jekyll et les femmes (1981)
- Dr. Jekyll and Mr. Hyde (1981)
- Jekyll and Hyde... Together Again (1982)
- Strannaya istoriya doktora Dzhekila i mistera Khayda (1985)
- Dr. Jekyll and Mr. Hyde (1986)
- Edge of Sanity (1989)
- Nightmare Classics – The Strange Case of Dr. Jekyll and Mr. Hyde (1989)
- Jekyll & Hyde (1990)
- Dr. Jekyll and Ms. Hyde (1995)
- Julia Jekyll and Harriet Hyde (1995) [tv-serie]
- Mary Reilly (1996)
- Mi nombre es sombra (1996)
- The Nutty Professor (1996)
- Dr. Jekyll & Mr. Hyde (1999)
- Nutty Professor II: The Klumps (2000)
- Dr. Jekyll and Mr. Hyde (2002)
- The Dr. Jekyll & Mr. Hyde Rock 'n Roll Musical (2003)
- Dr. Jekyll & Mistress Hyde (2003)
- Jekyll (2004)
- Van Helsing (2004)
- Jekyll + Hyde (2005)
- The Strange Case of Dr. Jekyll and Mr. Hyde (2006)